# Moajad Abu Keszek
Moajad Omar Sulejman Abu Keszek (ur. 27 kwietnia 1982) – jordański piłkarz, grający na pozycji napastnika w klubie Silwan SC.

## Kariera klubowa
Moajad Abu Keszek rozpoczął swoją zawodową karierę w 2002 roku w klubie Al Buqa'a Amman. Od 2007 jest zawodnikiem Al-Faisaly Amman. Z Al-Faisaly zdobył mistrzostwo Jordanii w 2010 oraz Puchar Jordanii w 2008. Następnie grał w Shabab Al-Ordon, Fanja SC, ponownie Al-Faisaly i Shabab Al-Khader SC.

## Kariera reprezentacyjna
W reprezentacji Jordanii Abu Keszek zadebiutował 17 sierpnia 2002 roku w zremisowanym 1:1 towarzyskim meczu z Kenią. W 2007 i 2008 roku uczestniczył w eliminacjach Mistrzostw Świata 2010. W 2011 został powołany na Puchar Azji. W reprezentacji rozegrał 35 spotkań i strzelił 1 bramkę.